# Svrbice
Svrbice este o comună slovacă, aflată în districtul Topoľčany din regiunea Nitra. Localitatea se află la altitudinea de 271 m deasupra n.m., se întinde pe o suprafață de 6,94 km2 și în 2017 număra 191 de locuitori.

## Istoric
Localitatea Svrbice este atestată documentar din 1268.

## Demografie
| An:                | 1994 | 2004    | 2014   | 2024   |
| ------------------ | ---- | ------- | ------ | ------ |
| Număr de persoane: | 232  | 208     | 199    | 194    |
| Diferență:         |      | −10,34% | −4,32% | −2,51% |

| An:                | 2023 | 2024   |
| ------------------ | ---- | ------ |
| Număr de persoane: | 192  | 194    |
| Diferență:         |      | +1,04% |